# Obermiebach (Much)
Obermiebach (hommersch O'evermi'ebich) ist eine Ortschaft der Gemeinde Much im Rhein-Sieg-Kreis im Regierungsbezirk Köln in Nordrhein-Westfalen (Deutschland).

## Geographische Lage und Beschreibung
Obermiebach liegt rund 4,5 km (Luftlinie) nordnordwestlich des Kernorts von Much nahe Drabenderhöhe, einer Ortschaft der nahen Stadt Wiehl. Oberhalb des Dorfs entspringt der Locher Siefen, der im unteren Verlauf Miebach heißt und nordwestlicher Quellbach des Wahnbachs ist. Die Höchste Erhebung bei Obermiebach, das sich auf etwa 290 bis 305 m ü. NHN befindet, liegt mit 383,4 m ü. NHN auf dem nahe im Waldgebiet Heck gelegenen Heckberg. Der Weiler besteht aus 3 Wohngebäuden und mehreren Stallungen und ist landwirtschaftlich geprägt.

## Geschichte
Der kleine Weiler wurde vermutlich in der Ausbauphase in der Zeit von 1000 bis 1100 als Rodungshof gegründet.
Obermiebach wurde urkundlich das erste Mal im Jahre 1559 in der Liste der „Perd- und Schüppendienste im Amt Windeck“ als „Offer Medebach“ erwähnt. Als Steuerpflichtige werden Thys Johengen und Hynrich genannt. Obermiebach hatte damals 2 Haushaltungen. 1653 wird der Ort in den Mucher Kirchenbüchern als „Over Meybach“, 1664 als „in der Meybach“ bezeichnet.
Der Ortsname kommt von dem Siefen Miebach, der am Ortsrand vorbeiläuft. In der Obermiebacher Flur wird dieser allerdings als Locher Siefen bezeichnet und erst ab dem mittleren Bachlauf in der ehemaligen Pfaffenscheider Flur wird dieser zum Miebach.
In dem Wort Miebach steckt das althochdeutsche meit, was klein oder verkrüppelt bedeutet. Der Ortsname leitet sich daher von dem „kleinen“ Bach ab.
Ursprünglich hat es wohl nur einen Ort Miebach gegeben. Durch die Gründung eines zweiten Ortes kam die Unterscheidung in Ober- und Niedermiebach auf. Welcher der beiden Siedlungen, der Ursprungsort ist, lässt sich nicht genau ermitteln. Im Jahre 1559 gab es schon beide Ansiedelungen. Allerdings kann man davon ausgehen, dass wohl Obermiebach dieser Ursprungsort ist, da es in einer geschützten Quellmulde liegt und der Bach auch direkt am Weiler vorbeiläuft. Das alte Niedermiebach liegt etwas abseits des Wasserlaufes. Obermiebach führte auch die Bezeichnung „in der Meybach“, ohne den Zusatz „Ober“. Niedermiebach ist in den Kirchenbüchern immer als „in der Nieder Meybach“ erwähnt worden. Die gesprochene Mundart ist das homburger Platt (hommersch), wie es auch in Drabenderhöhe gesprochen wird. Man sagt auch schon mal neben O'evermi'ebich, „in de Mi'ebich“.
Die ehemalige Mühle, die dort direkt am Unterlauf des Miebach stand, ist erst wesentlich später in der zweiten Hälfte des 19. Jahrhunderts erbaut worden.
Der alte Handelsweg der Brüderstraße von Köln nach Siegen lief oberhalb des Ortes auf der Höhe zwischen Heckberg und Löher Kopf entlang.

## Einwohner
Die ersten in den Mucher Kirchenbüchern fassbaren Einwohner Obermiebachs war die Familie des Christian und der Adelheid Frings. Christian Frings wird bereits 1653 erwähnt und verstarb 1666. Die Familie war katholisch und gehörte der Mucher Kirchengemeinde an. Christian Frings muss recht begütert gewesen sein, da er sich mit einer Einmalzahlung im Jahre 1661 von der Zehntpflicht an den Adeligen und Lehnsmann des Mucher Zehnten, Ermund von Wylich zu Combach, befreien konnte. Seither galt Obermiebach als Freihof.
Sein Sohn Rörich Frings heiratete 1671 Gertrud, die Tochter von Moritz Scherer, Schichtmeister des Eisenbergwerkes in Oberkaltenbach und der Maria Margaretha von Markelsbach, einer Erbin des adeligen Hofes zu Gerlinghausen.
1663 taucht das erste Mal die Familie Kauert in Obermiebach auf. Ein Peter Kauert ist Taufpate von Albert Kauert aus Verr. Vermutlich ist Peter Kauert ein Bruder des Landvermessers und Geschworenen Dietrich Kauert, der mit seinem Vater und Bergvogt Christian Kauert Begründer der weit verzweigten Kauert-Familie ist und die Geschicke des oberbergischen Bergbaus mitbeeinflussten.
In der bergischen Huldigungsliste von 1731 sind die drei Haushaltsvorstände, des Schöffen Moritz Willmund, Gerhard Frings und Johannes Kauert genannt.
Evangelische Familien sind seit dem 17. Jahrhundert in Obermiebach nachweisbar. Der bereits erwähnte Peter Kauert entstammte der evangelischen Kauertfamilie aus Büddelhagen. Ein Heinrich Niederhof aus Obermiebach wurde 1729 in Drabenderhöhe begraben. Er scheint wohl aus Niederhof bei Drabenderhöhe zugezogen zu sein. Schließlich lebt 1724 ein Johannes Kauert in Obermiebach. Er ist ein Sohn des Bergwerksdirektor Peter Kauert, der die Grube „die fünfzehn Löwenpfähle“ in Oberkaltenbach begründete. Die Nachfahren der Familie Kauert leben auch heute noch in Obermiebach.
Das Haus der Familien Willmund, Frings und Kauert existiert heute noch und hat ein Eingangsportal mit einem Rundbogen, in der die Jahreszahl 1763 eingraviert ist.

## Religion
Im Jahre 1687 kam es zu einem Konfessionskonflikt zwischen der Herrschaft Homburg und dem katholischen Kirchspiel Much. Der dort amtierende Pastor Rose berichtete, dass Katholiken, die in der Ausübung in ihrer Religion behindert worden waren, vielfach nach Much übersiedelten. Um den Zurückgebliebenen in Homburg, die Möglichkeit zu verschaffen, den Anforderungen ihres Glaubens nachzukommen, setzte der Pfarrer Rose beim Herzog Johann Wilhelm von Berg durch, dass die Protestanten im Kirchspiel Much bei einem protestantischen Pfarrer in der Grafschaft Homburg keine Taufen, Kopulationen und Beerdigungen nachsuchen durften, solange es den homburgischen Katholiken verwehrt sei, bei einem katholischen Geistlichen dasselbe einzufordern. Von Windeck aus waren am 24. April 1687 entsprechende Weisungen an den Schultheiß Saur in Much gegangen. Bei Zuwiderhandlung drohten den Evangelischen eine Strafe von 40 Florin. Die Einwohner von Scheidt und Obermiebach protestierten und wandten sich daraufhin an die homburgische Synode, die am 27. Juli 1687 antwortete, dass die homburgischen Prediger von einem solchen Verbot in der Grafschaft Homburg nichts wüssten. Die Angelegenheit entwickelte sich dahin, dass der Pfarrer zu Much und die homburgischen Prediger bei Taufen und Begräbnissen auf ihre Gebühren bestanden. Das gab dann jedes Mal Veranlassung zu gegenseitigen Anklagen. Zumindest war gegen 1700 erreicht worden, dass die Katholiken im Homburgischen mit Sterbesakramenten versehen werden konnten. Die Weisung hat später zur Folge gehabt, dass gemischte Ehen zwischen Protestanten und Katholiken vermieden wurden. Die evangelischen Bewohner von Scheidt und Obermiebach müssen sich zumindest der Weisung widersetzt und später erfolgreich durchgesetzt haben, da Taufen, Hochzeiten und Beerdigungen aus dieser Zeit im Kirchenbuch zu Drabenderhöhe vermerkt sind. Vermutlich spielte aber auch eine Rolle, dass der reformierte Pastor zu Drabenderhöhe, Johannes Haas, seinen Wohnsitz in Pfaffenscheid hatte, das politisch zum Kirchspiel Much gehörte und sich damit gegen Pastor Rose und seinem möglichen Versuch, die Reformierten in der Gemeinde Much zu rekatholisieren, durchsetzte.
Der Weiler blieb bedingt durch die topographischen Begebenheiten immer sehr klein mit wenigen Einwohnern und Häusern. Bis Anfang des 19. Jahrhunderts war der Ort gemischtkonfessionell evangelisch-reformiert und römisch-katholisch. Die Katholiken gehörten zur Mucher und die Evangelischen zur Drabenderhöher Kirchengemeinde. Die Katholiken wanderten ab und es verblieb ein rein evangelischer Ort. Das zeigen Bevölkerungszahlen: 1809 lebten im Ort 30 Personen, davon 6 reformierte. 1817 25 Personen, 1828 28 Personen, 1843 34 Personen in 5 Häusern, alle evangelisch, 1861 40 Personen, alle evangelisch, 1868 35 Personen, 1885 27 Personen in 6 Haushaltungen. Im Jahre 1900 waren es 24 Personen in 7 Haushaltungen (Haushaltsvorstände: Eduard Kauert, Christian Lutter, Johann Peter Prinz, Peter Prinz, Wilhelmine Prinz, Albrecht Witscher, Wilhelm Witscher). Im Jahre 2009 lebten in Obermiebach noch 12 Personen in 3 Haushaltungen. Politisch gehörte Obermiebach in einer Randlage zum Herzogtum Berg, Amt Windeck und Miebach wurde auch der Name der Honschaft, in der der Weiler lag. Als Honschaft bezeichnet man Zehntbezirke der Kirchen, in der man Ortschaften zu steuerlichen Zwecken zusammenfasste. Nach der Auflösung der alten territorialen Gebiete, ordneten die Franzosen 1808 Obermiebach zur Mairie und später preußischen Bürgermeisterei und ausschließlich katholischen Gemeinde Much. Doch die evangelischen Einwohner fühlten sich stets mit der evangelischen Nachbargemeinde Drabenderhöhe verbunden. Daher stellten die Bewohner von Obermiebach sowie der Nachbarorte Scheidt und Pfaffenscheid und der Miebacher Mühle am 5. Dezember 1924 einen Antrag auf Ausgemeindung aus Much und die Eingemeindung nach Drabenderhöhe.
Den Antrag unterstützten und unterzeichneten die Obermiebacher Haushaltsvorstände Christian Lutter, Albrecht Witscher, August Kauert, Peter Krämer und Albrecht Lutter.
1932 gelang es nach 8 Jahren mit vielen Streitigkeiten zwischen den Gemeinden Drabenderhöhe auf der einen Seite und den Gemeinden Much und Engelskirchen auf der anderen Seite, die Ortsteile Scheidt, Pfaffenscheid mit Drabenderhöhe politisch zu einem Ort zu vereinigen. Obermiebach blieb von dieser Lösung unberücksichtigt und für die Einwohner bedeutete dies eine sehr unbefriedigende Situation. Im Jahre 1933 bemühte sich Dr. Hermann Lutter, Bürgermeister der Gemeinde Drabenderhöhe, nochmals um die Angelegenheit und versuchte mit Argumenten auch Ausgemeindung Obermiebachs und der Mühle zu erreichen. Dies blieb aber erfolglos, da die neue nationalsozialistische Regierung kein Interesse an weiteren Grenzveränderungen hatte und sich auch die Gemeinde Much, wie schon in den vergangenen Jahren, vehement dagegen stellte, weitere Gebiete und Einwohner an Drabenderhöhe abzugeben. Dieser Zustand ist bist heute so erhalten geblieben.

## Bergbau
Kennzeichnend war für die in Obermiebach lebenden Familien der Bergbau in der Umgebung. Nicht weit entfernt liegen die früheren Gruben Silberkaule im Heck und Aurora zwischen Oberdorf und Niedermiebach. Archäologische Untersuchen haben ergeben, dass die Silberkaule mit Blei-, Zink- und Eisenerzabbau bereits im Mittelalter im Betrieb war. Man wies dort eine Knappensiedlung nach. Die Schächte zerstörten die jetzt überflüssige Landwehr, die zum Schutz der Silberkaule errichtet worden war. Der Abbau erfolgte hauptsächlich durch Schächte. Der einzige Stollen, der zur Bewetterung und Entwässerung der Gruben diente, mündete im Bereich der ehemaligen Bergknappensiedlung Silberkaule. Das Erz wurde in der Verrer Hütte am oberen Loopebach verhüttet. Keramikfunde datieren diesen Floßofen in das 16. Jahrhundert. Im 17. Jhd. wurde der Grubenbetrieb ein erstes Mal aufgegeben. Nach 1870 wurde die „Silberkaule“ wieder in Betrieb genommen. Ein etwa 200 Meter in den Erdboden reichendes Bergwerk entstand – mit drei Schächten, Förderstollen und Erzaufbereitung. Ein halbes Jahrhundert war die Grube ein wichtiger Arbeitgeber. Es entstand eine kleine Grubensiedlung, in der ganze Familien lebten. Doch da gegen Ende des 19. Jahrhunderts der Boden keine Schätze mehr zu bergen schien, wurde der sie erneut stillgelegt. Als der Grubenbetrieb eingestellt wurde, versetzte man das in der Silberkaule stehende Obersteigerhaus im Jahre 1896 nach Obermiebach. Die Grube Aurora wurde als Bley- und Silberbergwerck die schmale Kaule 1745 von Conrad Pütter, einem Gießereibesitzer aus Unterkaltenbach, in Betrieb genommen. Der Essener Bergwerksdirektor W. Niesen, Repräsentant der Gewerkschaft Aurora, betrieb um 1850 die Grube, die er durch einen Stollen und Förderschacht aufgeschlossen hatte. Obwohl er im Laufe der Betriebsjahre einen weiteren Stollen anlegte und einen zusätzlichen Förderschacht abteufte, ging Niesen mit seinem Betrieb im Jahre 1877 in Konkurs. Nach kurzer Betriebsruhe wurde der Bergbau auf Aurora im Jahre 1880 durch die englische Gesellschaft West Prussian Mining Company wieder aufgenommen. Bis zur Schließung im Jahre 1889 waren auf Grube Aurora ca. 100 Bergleute beschäftigt. Nach einer erneuten Betriebsruhe setzte der Bergbau bei Wellerscheid um 1898/99 wieder ein. Unter Direktor W. Thilmany erlebte man einen Bergbauboom. Umfangreiche Arbeiten unter und über Tage ließen die Grube zum größten Arbeitgeber und Steuerzahler der Gemeinde werden. Auf der Anlage arbeiteten in Spitzenzeiten mehr als 200 Bergleute. Im Jahre 1913 musste die Grube ihren Betrieb einstellen.

## Heiligenhäuschen
Das Heiligenhäuschen steht an der Wegkreuzung nach Niedermiebach.
Laut mündlicher Überlieferung wurde es im 16. Jahrhundert, also zur Zeit der Reformation, erbaut und dem heiligen Donatus geweiht. Drabenderhöhe soll noch katholisch gewesen sein, als von hier die regelmäßig stattfindenden Bittprozessionen die Gläubigen nach Niedermiebach führte. Bei einer dieser Prozessionen erklärte der Pfarrer, dass er zum protestantischen Glauben übertrete. Dies geschah an der Stelle, an der das Heiligenhäuschen im Gedenken daran als Mahnung erbaut wurde.
Später wurde dieses Wahrzeichen durch den Bergbau der benachbarten Grube Aurora bedroht. Von dem nahe gelegenen Bleibergwerk wurden Stollen in alle Richtungen getrieben, die dann durch Verschiebung der Oberflächen das Heiligenhäuschen teilweise zerstörten. 1908 wurde es dann wieder instand gesetzt. Es wurde in Backstein aufgemauert, erhielt eine tiefe Rundbogennische und ein Giebeldach. 1980 erfolgte eine erneute Renovierung durch die Einwohnerschaft.

## Wander- und Radwege
Die Wanderwege A3 bzw. A7 führen am nördlichen Ortsrand vorbei.